# Uruscy herbu Sas

Herb Sas Uruskich odmiana hrabiowska

Uruscy herbu Sas – polska rodzina szlachecka pochodzenia wołosko-ruskiego. 
Ich protoplastą, podobnie jak Uniatyckich, był Kostko z Uruża pieczętujący się herbem Sas, występujący w aktach w 1437 r. Nazwisko wzięli w XV w. od Uruża koło Drohobycza. Byli bardzo rozrodzoną rodziną i zaliczali się do drobnej szlachty. Liczne gałęzie Uruskich używały przydomków: Odemczak, Chomokowin, Waskowicz, Gołdasz, Dmitrowicz, Kozarowicz, Haliak, Huba, Hubczak, Korba, Korbowicz i Niemanicz. 
Z nich jedna gałąź, potomkowie Jana i Konstancji Bąkowskiej herbu Gryf, głównie dzięki koligacjom ze znaczącymi rodzinami: Wilczopolskimi herbu Nieczuja, Polanowskimi herbu Pobóg, Benoe herbu Taczała i Potockimi herbu Pilawa, uzyskała pozycję średniej szlachty. Pochodzący z tej gałęzi Seweryn Uruski uzyskał w 1844 r. tytuł hrabiego Austrii, który na nim wygasł. Rodzina Uruskich ze względu na swoje skromne pochodzenie nie wypełniała ustawowych kryteriów przyznania tytułu hrabiowskiego, hofraci uznali jednak, iż starający się o ten tytuł, mając matkę z rodziny Potockich herbu Srebrna Pilawa, posiadał wielu zasłużonych przodków i wobec tego zasługiwał na przyznanie tytułu hrabiego.

## Przedstawiciele rodu
- Jan Uruski (1762-1837) – pomolog, członek i komisarz Stanów Galicyjskich, podskarbi koronny Galicji
- Seweryn Maciej Leon Uruski (1817-1890) – marszałek szlachty guberni warszawskiej, tajny radca i ochmistrz dworu cesarskiego, heraldyk, prezes Heroldii Królestwa Polskiego